# Chytranthus pilgerianus
Chytranthus pilgerianus là một loài thực vật có hoa trong họ Bồ hòn. Loài này được (Gilg ex Radlk.) Pellegr. mô tả khoa học đầu tiên năm 1956.